# Альфред Герман Фрід
Альфред Герман Фрід (нім. Alfred Hermann Friede,11 листопада 1864 — 5 травня 1921) — австрійський журналіст та пацифіст єврейського походження, лауреат Нобелівської премії миру за 1911 рік (разом з Тобіасом Ассером) за роль у створенні Міжнародного третейського суду в Гаазі.